# عظاءة المحيط الإسكندرية
عظاءة المحيط الإسكندرية (الاسم العلمي:†Thalattosaurus alexandrae) هي نوع من الزواحف تتبع جنس عظاءة المحيط من فصيلة العظايا المحيطية.